# Polskie Towarzystwo Kryminologiczne im. prof. Stanisława Batawii
Polskie Towarzystwo Kryminologiczne im. prof. Stanisława Batawii – zarejestrowane w Polsce w 1991 stowarzyszenie naukowe zajmujące się nauką kryminologii i problematyką z tym związaną. Jego patronem jest prof. Stanisław Batawia (1898–1980).
Towarzystwo powstało w 1991. Ma ono na celu „działanie na rzecz rozwoju nauki kryminologii oraz innych nauk, zajmujących się problematyką przestępczości i zjawiskami patologii społecznej; inicjowanie i ocena programów i działalności, zmierzającej do zapobiegania i zwalczania przestępczości; popieranie kształcenia wysokokwalifikowanych kadr naukowych i praktyków; popieranie i inicjowanie działalności wydawniczej z zakresu kryminologii”.
Władzami Towarzystwa są: Walne Zgromadzenie, Zarząd Główny i Komisja Rewizyjna. Kadencja władz trwa 4 lata.
W 2019 w skład Zarządu Towarzystwa wchodzili:
- prof. dr hab. Irena Rzeplińska – prezes
- prof. dr hab. Krzysztof Krajewski – wiceprezes
- prof. dr hab. Emil Walenty Pływaczewski – wiceprezes
- prof. dr hab. Katarzyna Laskowska – członek Zarządu
- dr hab. Leszek Wieczorek, prof. UJK – członek Zarządu
- dr Dagmara Woźniakowska-Fajst – sekretarz
- dr Konrad Buczkowski – skarbnik[1]

Komisję rewizyjną w 2019 tworzyli: dr Katarzyna Badźmirowska-Masłowska (przewodnicząca), dr hab. Beata Gruszczyńska, prof. UW i dr Emilia Jurgielewicz-Delegacz.
Czasopismem naukowym Towarzystwa jest Biuletyn Polskiego Towarzystwa Kryminologicznego im. profesora Stanisława Batawii, ujęty w wykazie czasopism punktowanych przez Ministerstwo Nauki i Szkolnictwa Wyższego.
W skład rady naukowej tego czasopisma wchodzą:
- prof. dr hab. Krzysztof Krajewski (Uniwersytet Jagielloński) – przewodniczący
- prof. dr hab. Katarzyna Laskowska (Uniwersytet w Białymstoku)
- dr hab. Beata Gruszczyńska, prof. UW  (Uniwersytet Warszawski)
- dr hab. Witold Klaus, prof. INP (Instytut Nauk Prawnych PAN)
- dr Piotr Boćko (Politechnika Koszalińska)

Komitet redakcyjny czasopisma tworzą:
- prof. dr hab. Dobrochna Wójcik – przewodnicząca
- dr hab. Anna Kossowska – wiceprzewodnicząca
- dr Konrad Buczkowski – sekretarz
- dr Paweł Ostaszewski – z-ca sekretarza redakcji, redaktor statystyczny
- dr Paulina Wiktorska – członek
- mgr Maria Ożarowska-Wolder – członek[1]